# Ausonia (fumettista)

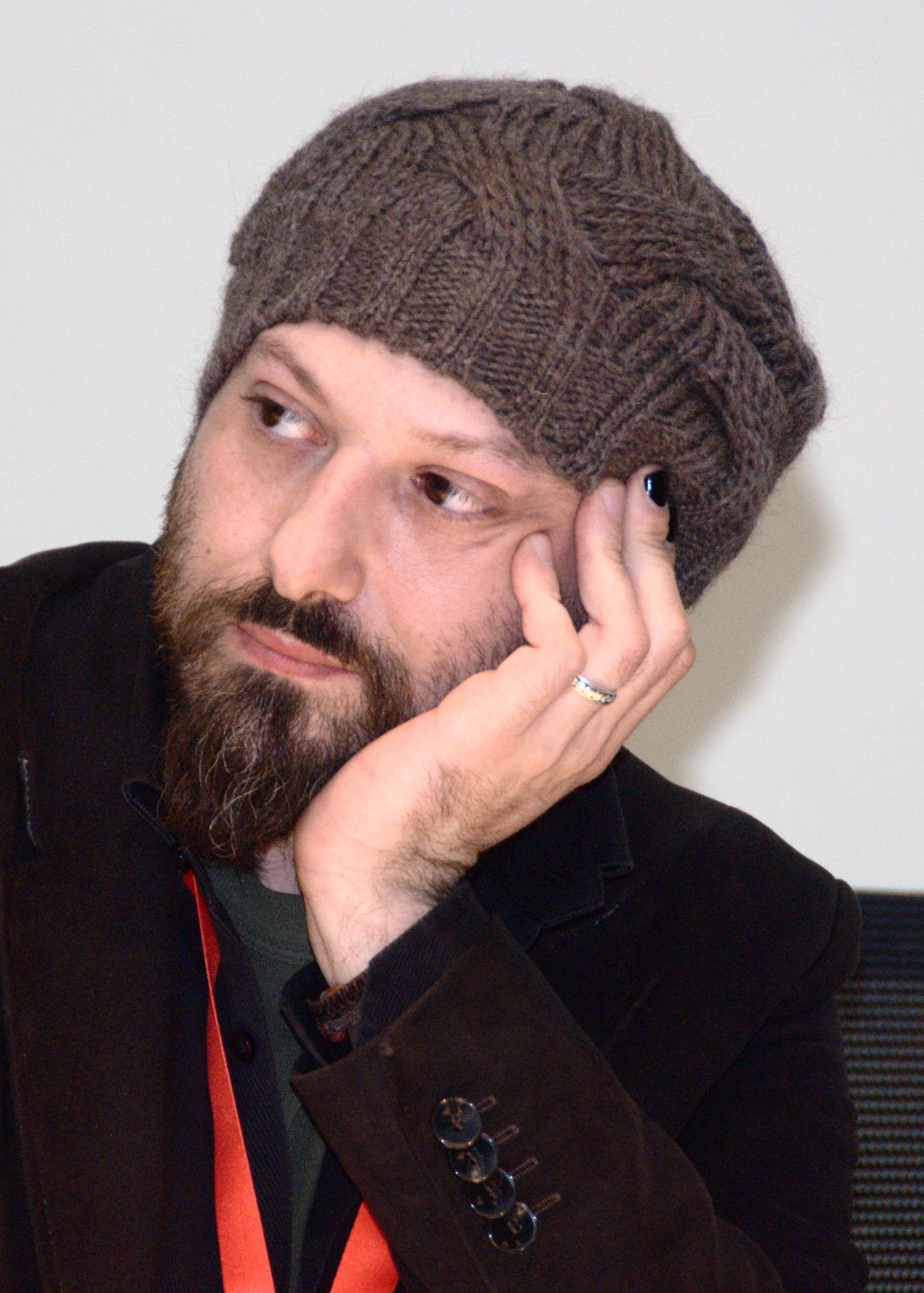
Ausonia a Lucca Comics & Games 2010

Ausonia, pseudonimo di Francesco Ciampi (Firenze, 23 gennaio 1973), è un illustratore e fumettista italiano.

## Biografia
Francesco Ciampi studia presso la sezione di Arti Grafiche dell'Istituto d'Arte di Firenze e frequenta il corso di Pittura all'Accademia di Belle Arti.
I suoi inizi sono come illustratore (disegna le copertine di Kaos dal 1993), poi nel 1995 pubblica il suo primo fumetto su Schizzo, idee e immagini. Pubblica dei brevi racconti a fumetti su Blue e Heavy Metal.
Nel 1998 inizia a dipingere. Per 10 anni si dedica alla sua attività artistica presso la Galleria d'Arte di Firenze dove lavora.
La sua prima opera in volume è una cupa rivisitazione del Pinocchio di Collodi, Pinocchio - storia di un bambino, che viene pubblicata nel 2006 grazie all'editore Vittorio Pavesio e candidata al Premio Micheluzzi 2007 come "miglior romanzo grafico", "migliore sceneggiatura per un romanzo grafico" e "miglior disegno per un romanzo grafico". L'opera ha un buon successo grazie al passaparola dei lettori e apre nuove porte al suo autore, il cui nome inizia a circolare nel mondo del fumetto.
L'autore ha grande cura non solo per la storia ma per ogni elemento della pubblicazione e spesso Ausonia cura tutti gli aspetti dei volumi realizzati, compreso il formato, il design, la grafica di copertina cercando di avere un ruolo diretto su tutti gli aspetti del processo creativo (gli albi pubblicati hanno per questo formati insoliti stabiliti dall'autore).
Nel 2007 pubblica P-HPC - Post-Human Processing Center, un libro sperimentale in cui mescola fumetti, fotografia, illustrazione tradizionale e digitale alla maniera di Dave McKean, The Art Of Ausonia per Leopoldo Bloom Editore, volume finalizzato a far conoscere meglio lo stile dell'autore grazie a foto, estratti, illustrazioni ed editoriali, e Beauty Industries nuovamente per Vittorio Pavesio Productions, albo di piccole dimensioni pressoché muto disegnato in bianco e nero (primo volume di quella che è destinata a diventare una collana semestrale).
L'anno seguente arrivano Ausonia's Serious Toyz e il primo volume di Interni - o la miserevole vita di uno scrittore di successo, entrambi candidati al Premio Micheluzzi 2009, il primo per il "miglior sceneggiatore" e il secondo per il "miglior fumetto". Il terzo volume di Interni si aggiudica il Premio Micheluzzi 2011.
A Lucca Comics & Games 2010 si è tenuta la sua prima mostra personale. Nel 2011 partecipa alla realizzazione Le 5 Fasi, antologia di tavole realizzate dal cosiddetto collettivo DUMMY (collettivo composto dagli artisti Alberto Ponticelli, Officina Infernale, Squaz, Akab e Tiziano Angri ed Ausonia stesso) edita da Edizioni BD.
Nel 2012 pubblica ABC per Coconino Press, graphic novel di oltre 260 tavole i cui disegni sono stati interamente realizzati a grafite con uno stile che ricorda quello di Egon Schiele.
Insegna alla Scuola Internazionale di Comics di Firenze.

## Opere

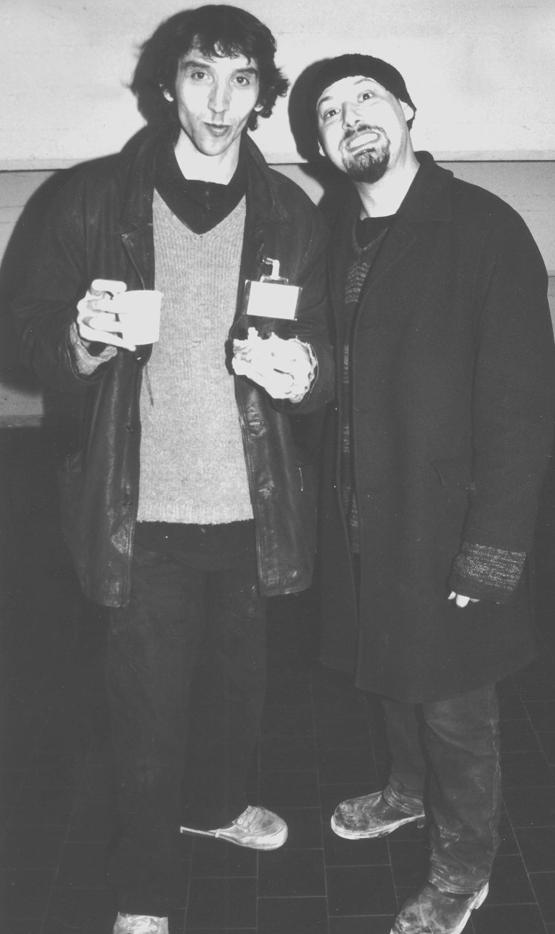
Gipi e Ausonia a Lucca Comics 1999

- Pinocchio - storia di un bambino, Vittorio Pavesio Productions, 2006
- P-HPC - Post-Human Processing Center, Leopoldo Bloom Editore, 2007
- The Art Of Ausonia, Vittorio Pavesio Productions, 2007
- Beauty Industries, Leopoldo Bloom Editore, 2007
- Ausonia's Serious Toyz, Leopoldo Bloom Editore, 2008
- 08/01/2075 (con Bkiss e Riccardo Burchielli), Leopoldo Bloom Editore, 2008
- Interni - o la miserevole vita di uno scrittore di successo, 3 volumi, DOUbLe SHOt, 2008
- Le 5 fasi (con AkaB, Alberto Ponticelli, Officina Infernale, Squaz e Tiziano Angri), Edizioni BD, 2011
- ABC, Coconino Press, 2012
- Dylan Dog Color Fest n.16 (con AkaB e Marco Galli), Bonelli, 2016